# يفغيني موسر
يفغيني موسر (بالروسية: Мозер, Евгений Вячеславович)‏ (و. 1993  م) هو لاعب هوكي الجليد روسي، ولد في أومسك، مركز لعبه هو وسط ‏.

## روابط خارجية
- يفغيني موسر على موقع دوري الهوكي للقارات (الإنجليزية)
- يفغيني موسر على موقع EliteProspects.com (الإنجليزية)
- يفغيني موسر على موقع Eurohockey.com (الإنجليزية)
- يفغيني موسر على موقع HockeyDB.com (الإنجليزية)